# Harreslevgaard
Harreslevgaard (dansk) eller Harrisleehof (tysk) er en bebyggelse beliggende ved Hærvejen syd for Harreslev by. Den største del af området hører under Harreslev, en mindre del under Flensborg kommune (Friserbjerg). Udmiddelbart vest for Harreslevgaard ligger naturområdet Skæferhuset, øst for ligger Frueskoven. Mod nord ligger Harreslevs erhvervsområde.
I 2014 blev der oprettet en affaldsdeponi for byggeaffald fra det nordlige Slesvig-Holsten.
54°47′4.89″N 9°22′21.53″Ø / 54.7846917°N 9.3726472°Ø